# Gibbaeum muirii
Gibbaeum muirii är en isörtsväxtart som beskrevs av Nicholas Edward Brown. Gibbaeum muirii ingår i släktet Gibbaeum och familjen isörtsväxter. Inga underarter finns listade i Catalogue of Life.